# Malota

Malota é um bairro nobre da cidade brasileira de Jundiaí. Resultado de um loteamento feito pela  empresa F A Oliva' e a tradicional família Soares de Oliveira proprietária da Fazenda Malota, uma grande fazenda da região produtora de Café e Leite que continha uma grande área preservada de mata nativa. Iniciou-se como Chácaras Recreativas Malota que teve como primeiros moradores estrangeiros e personalidades locais, como o grande artista Italiano Inos Corradin, evoluindo após para o bairro malota.' o bairro-jardim está localizado nas proximidades da Serra do Japi, da Rodovia Anhanguera e da Rodovia dos Bandeirantes.
É um bairro horizontal e arborizado, sendo destinado à classe alta. A maioria de suas vias possui nomes de árvores, como: Jatobá, Jequitibá, dentre outros. Em seu entorno será construído o Iguatemi Jundiaí.